# Меэйн шева
Меэйн шева (ивр. מעין שבע‎ дословно — «от источника семи») в талмудическом иудаизме — общинная и индивидуальная молитва будней, субботы, праздника. Составлена из трёх начальных благословений будней, трёх конечных благословений будней и центрального благословения, посвящённого теме дня. Вариант молитвы, которая составлена из семи благословений является более ранним, чем иные варианты из 18-и (или 19-и) благословений. Субботняя молитва из семи благословений могла быть праздничным вариантом, когда община собиралась для чтения Пятикнижия и моления в синагоге. В настоящее время в литургии иудаизма в пятницу вечером ведущий общинную молитву произносит молитву Меэйн шева.

## Этимология
Меэйн шева (מעין שבע‎) — выражение мишнаитского иврита, означающее буквально «от источника семи [благословений]». Молитва названа Меэйн шева («из семи»), потому что состоит из семи благословений.

## Сегодня
В настоящее время молитву из семи благословений произносят в субботу, праздник, будни, как дополнительную молитву (Мусаф) в субботу и праздник.

### В будни
В будни произносят краткий вариант молитвы «Амида», который состоит из семи благословений, если нет времени и возможности произнести долгий полный вариант из 19-и благословений. Серединные 12 благословений — объединены в одно краткое благословение, а 3 начальные благословения и 3 конечные благословения — обычные и долгие.

### В субботу
Изначально молитва в субботу имела один и тот же текст для утренней, полуденной, вечерней служб, как и в праздники. Сегодня в субботу существуют 4 разные молитвы из семи благословений, которые отличаются лишь центральным благословением:
- Арвит посвящён сотворению мира
- Шахрит — заповеди о субботе
- Мусаф — субботнему жертвоприношению
- Минха — празднованию субботы в настоящем и будущем

### В праздник
В праздник центральное благословение Меэйн шева посвящено теме дня, но в отличие от субботы текст Мейэн шева праздника вечером, утром, полдень — одинаков. Если праздник совпал с субботой, то произносят праздничный вариант «освящения дня» с посвящёнными субботе вставками.

### Дополнительная молитва
В субботу и праздник центральное благословение меэйн шева мусафа посвящено теме дня (исключение — мусаф Рош ха-шана, в котором мусаф содержит 9 благословений — 3 начальных благословения, 3 конечных и 3 центральных).

### Молитва на еврейской свадьбе
На еврейской свадьбе меэйн шева называют шева брахот («семь благословений»).

## Талмуд
В вавилонском и палестинском Талмудах записано краткое центральное благословение «Хавинену» как объединение серединных 12-и благословений молитвы «Восемнадцать» и мнения раввинов разошлись, одни указывали, что все 18 благословений — краткие, согласно Мишне, другие говорили, что краткое — только центральное благословение, которое объединяет 12 серединных благословений, а начальные 3 и конечные 3 благословения — долгие. Раввины указывали, что перед молитвой следует произносить стих псалма «Господи, отверзи уста мои и уста мои возвестят хвалу Тебе», после молитвы — «Благословен Господь, ибо Он услышал голос молений моих».

## Тора
В Торе описан образец личной молитвы Моисея из семи фраз с поясным и земным поклонами Богу в конце молитвы, а также таханун Моисея после молитвы.
Также в Псалтири — «Семикратно в день прославляю Тебя за суды правды Твоей». Псалом 135 имеет форму 7-кратной молитвы.